# La croisée des destins
La croisée des destins (Hasta que la plata nos separe) est une telenovela colombienne produite par RCN Televisión et diffusée entre le 10 mai 2022 et le 16 septembre 2022 sur RCN Televisión et en simultanément sur le réseau américain Telemundo,.
En France d'outre-mer, le feuilleton a été remonté en 85 épisodes de 45 minutes et diffusée entre le 29 juin 2023 et le 25 octobre 2023 sur le réseau La 1ère.
En France, elle est diffusée entre le 7 juin 2024 et le 3 octobre 2024 et rediffusée le 31 août 2025 sur Novelas TV.

## Synopsis
Rafael Méndez (Sebastián Martínez) est un homme éthique et noble qui consacre sa vie à la vente d'articles ménagers et sort avec sa voisine Vicky Pardo (Juliette Pardau). Alejandra Maldonado (Carmen Villalobos) est une femme d'affaires prospère et gérante du concessionnaire automobile Ramenautos, elle est fiancée à Luciano Valenzuela (Gregorio Pernía). Rafael et Alejandra subissent un accident de voiture qui déclenchera une série d'événements qui les rapprocheront. Rafael doit rembourser la dette qu'il a laissée à Alejandra après l'accident et cette proximité les conduira à tomber amoureux malgré leurs différences sociales. Cependant, les circonstances et leurs familles et partenaires respectifs feront tout leur possible pour empêcher leur amour de se produire.

## Distribution

### Rôles principaux
- Carmen Villalobos : Alejandra Maldonado
- Sebastián Martínez : Rafael Méndez
- Gregorio Pernía : Luciano Valenzuela
- Juliette Pardau : Vicky Pardo "La Tourterelle"
- Laura Flores : Clemencia Maldonado
- Alejandro Tommasi : Benjamín Maldonado
- Lorna Cepeda : Rosaura Echeverri
- Marcela Benjumea : Martha Patricia Roncancio "La Générale"
- Julián Arango : Marino Castaño
- Michelle Rouillard : Isabella
- Julio Sánchez : Simón Sanpedro "Bébé"
- Alejandra Ávila : Claudia Cruz
- Matías Maldonado : Ramiro Ramírez Rayo
- Alina Lozano : Leonor de Méndez
- Stephania Duque : Milena Méndez[9]
- José Daniel Cristancho : Jaime Rincón
- Fernando Arévalo : Gastón Pardo
- Julián Caicedo : Franklin Pardo
- Rodrigo Jerez : Giovanny Pardo
- Fabián Ríos : Wilfer Fonseca "Dandy"

### Rôles secondaires
- Sandra Ardila : Pepa
- Juan Mogollón : Arturo
- Juan Felipe Muñoz : Luis "Lucho" López
- Felipe Botero : Vicente Chávez
- Alejandro Gutiérrez : Ezequiel Bernal
- Jenny Lara : Josefina
- Tuto Patiño : Carlos Alberto Pinzón "Papeto"
- Eddy Hidalgo : Alberto
- Felipe Garay : Trapito
- Rashed Estefenn : Lorenzo Lizarralde
- Juliana Galvis : Karen Nicholls
- Oscar Marroquín : Casimiro

## Version française
La version française est assurée par Studio Plug-in au Maroc.
Avec les voix d'Hamza Toujiri, Letizia Costantini, Christophe Cérino, Nathalie Leplay, Guillaume Escaffre, Fanny Dalmau, Emmanuelle Brindel, Eric Cuvelier, Martin Girard, Hélène Tran, Vanessa Lefebvre, Corinne Troisi, Sophie Pastrana, Jean-Albert Margaine, Olivier Muletet, Serge Barreau, Michael Paolinetti, Adrien Caminada, Nicolas Reydet, Johann Guillaud-Bachet, Nollane Charonnet, Gabriel Delmas, Frédéric Coconier, Hind Houari, Anna Fhima, Paul Nguyen, Abdellah Zelloufi, Farida Hamou, Antoine Pinault et Wahid Lahlou.